# Östergötlands runinskrifter N263
Östergötlands runinskrifter N263 finns i Vreta klosters kyrka och är en del av en runsten. Fragmentet är av kalksten och ingår i kyrkans golv, alldeles under de översta plattorna. Ristningen är vänd uppåt och ligger numera avtäckt. Den bedöms vara gjord under vikingatid.

## Translitterering
I translittererad form lyder runinskriften:
...n : mak : k...

### Normalisering och översättning
Det enda hela ordet, mak, normaliseras som mág, vilket brukar betyda "måg".